# Dragon Age: The Veilguard
Dragon Age: The Veilguard è un videogioco di ruolo d'azione sviluppato da BioWare e pubblicato da Electronic Arts. Quarto capitolo della serie Dragon Age, The Veilguard è il sequel di Dragon Age: Inquisition (2014). Ambientato dieci anni dopo Inquisition, il gioco presenta nuove ambientazioni nel mondo immaginario di Thedas che il giocatore può esplorare.
Lo sviluppo del gioco, iniziato nel 2015, è stato caratterizzato da lunghi ritardi, diversi cambiamenti fondamentali nel design e grandi cambiamenti nel team di sviluppo. Il gioco è stato annunciato come Dragon Age: Dreadwolf nel 2022 e rinominato Dragon Age: The Veilguard nel giugno 2024.
Dragon Age: The Veilguard è stato pubblicato per PlayStation 5, Windows e Xbox Series X/S il 31 ottobre 2024. Il gioco ha ricevuto recensioni generalmente positive dalla critica ma ha generato pareri discordanti da parte dell'utenza, il gioco è stato un flop commerciale portando ad una serie di licenziamenti da parte di EA.

## Modalità di gioco
Dragon Age: The Veilguard è un gioco di ruolo d'azione per  giocatore singolo. Nei precedenti capitoli, le scelte effettuate da un giocatore nei titoli precedenti venivano importate dai file di salvataggio o dalla web app Dragon Age Keep.  Veilguard invece consente ai giocatori di selezionare solo tre scelte effettuate in Inquisition. Il direttore creativo John Epler ha affermato che le decisioni prese nei giochi precedenti non hanno avuto un impatto significativo sugli eventi di Veilguard, il che ha permesso ai creatori del gioco di "evitare di contraddire" le scelte passate fatte dai singoli giocatori.
Durante la fase di creazione del personaggio, il giocatore può scegliere una razza per il suo personaggio (umano, nano, elfo o qunari), una classe di combattimento (ladro, mago o guerriero), un trascorso (storia del personaggio) e una delle sei fazioni. Come la scelta dell'origine nel gioco originale, la fazione scelta determina il percorso del personaggio durante il gioco. Le opzioni di personalizzazione del personaggio sono molto estese in questo capitolo ed includono regolazioni per le varie parti del corpo e la forma generale, il tutto in maniera indipendente dalla voce o dai pronomi scelti.
Ci sono sette personaggi da cui è possibile sceglierne due come compagni di squadra.

A differenza dei capitoli precedenti della serie, i giocatori non possono controllarli direttamente in combattimento.
Mentre il sistema di combattimento è ora basato sull'azione in tempo reale, al contrario dell'approccio strategico tattico dei precedenti titoli di Dragon Age, Veilguard impiega ancora una meccanica di pausa simile a quella di Inquisition. Invece del design open world di quest'ultimo, Veilguard utilizza un design in cui i giocatori si spostano nel mondo del gioco attraverso portali magici.

## Sviluppo
Lo sviluppo del quarto capitolo principale della serie Dragon Age, nome in codice "Joplin", è iniziato nel 2015 con Mike Laidlaw come direttore creativo. L'intento era di creare un gioco più piccolo e più incentrato sulla narrazione, ambientato nella regione del Tevinter Imperium del mondo di gioco, Thedas.
I problemi con lo sviluppo degli altri giochi della BioWare, Mass Effect: Andromeda e Anthem, hanno causato ripetute interruzioni, poiché lo staff di Joplin fu trasferito su questi ultimi. Ciò ha comportato la sospensione dello sviluppo di Joplin alla fine del 2016 con la sua ripresa a marzo 2017 dopo il lancio di Andromeda. 
Nell'ottobre 2017, BioWare e la sua società madre Electronic Arts hanno cancellato del tutto Joplin, perché, secondo indiscrezioni, non avrebbe avuto modo di avere un componente live service per fornire opportunità di microtransazioni.
Lo sviluppo del gioco è ripreso con il nome in codice "Morrison" nel 2018, questa volta con un componente live service e basato sul codice di Anthem. 
Secondo Bloomberg News, dopo il successo di Star Wars Jedi: Fallen Order e la decisione di interrompere lo sviluppo del gioco online Anthem nel febbraio 2021 a seguito del suo lancio poco brillante, EA e BioWare hanno deciso di rimuovere i componenti multigiocatore pianificati da Morrison e di svilupparlo solo come gioco per giocatore singolo. 
I video del gameplay della fase Alpha trapelati nel febbraio 2023 indicavano che il gioco avrebbe utilizzato un sistema di combattimento in tempo reale, influenzato da God of War, a differenza dei precedenti giochi di Dragon Age.

La game director del gioco Corinne Busche ha spiegato il perché della scelta di privilegiare, molto più che in passato, temi LGBT all'interno del gioco:

### Elevato ricambio del personale
Il progetto è stato caratterizzato da un elevato ricambio del personale di punta. 
Diversi veterani dello staff di Dragon Age, tra cui Laidlaw, hanno lasciato la compagnia in risposta alla cancellazione di Joplin nel 2017. 
Dopo la ripresa dello sviluppo del 2018, Mark Darrah è rimasto come produttore esecutivo, mentre Matthew Goldman ha assunto la carica di direttore creativo del progetto dal 2017 al 2021. 
Il 3 dicembre 2020, Darrah, dimessosi da BioWare, è stato sostituito dal capo dello studio BioWare Austin, Christian Dailey, come produttore esecutivo. 
Goldman lasciò BioWare nel novembre 2021, e fu sostituito come direttore creativo da John Epler. 
Dailey ha lasciato BioWare nel febbraio 2022. 
Da allora in poi Corinne Busche divenne direttrice del gioco, Benoît Houle direttore dello sviluppo del prodotto e Mac Walters direttore della produzione. 
Walters a sua volta lasciò BioWare nel gennaio 2023. 
Nel marzo 2023, Darrah è tornato come consulente per il gioco e il team di Mass Effect si è unito alla produzione di Veilguard, secondo quanto riferito da EA . 
Nell'agosto 2023, BioWare licenziò 50 persone che lavoravano su Veilguard e sul prossimo gioco di Mass Effect ; tra queste c'era anche Mary Kirby, una delle scrittrici originali della serie e accreditata per aver "creato Varric e i Qunari".
PC Gamer ha commentato "ciò non significa che non ci siano più i veterani dei vecchi tempi, ma siamo di fronte a un gruppo di persone molto diverso da quello che ha realizzato i più grandi successi dello studio".

### Colonna sonora
Hans Zimmer e Lorne Balfe hanno composto la colonna sonora del gioco, sostituendo Trevor Morris, il compositore di Inquisition.

## Marketing
Dragon Age 4 è stato annunciato al The Game Awards nel dicembre 2018. Il materiale promozionale mostrava il lyrium rosso (una fonte di potere magico corrotta nell'universo del gioco) e il personaggio Solas, il Lupo Terrificante, come elementi significativi della trama del gioco.
Nell'agosto 2020, è stato pubblicato un video concept art alla Gamescom. 
Nel dicembre 2020, un teaser trailer presentava il nano Varric Tethras come narratore, così come Solas. 
Nessun dettaglio sul gioco è stato pubblicato all'evento EA Play di luglio 2021. 
Jeffrey Grubb, in un articolo per VentureBeat nel gennaio 2022, ha affermato che "EA non ha ancora deciso quando iniziare a commercializzare il progetto".
Nel giugno 2022, il gioco è stato annunciato come Dragon Age: Dreadwolf. 
Parrish, ora per The Verge, ha sottolineato che la rivelazione del titolo del gioco è stata "emozionante per molti fan" perché non solo rende Solas l'antagonista del prossimo gioco, ma rende anche Dreadwolf un sequel diretto a differenza dei precedenti giochi del franchise.
Un teaser trailer del dicembre 2023 annunciava l'esistenza di nuove aree all'interno del gioco: Antiva, Rivain e Anderfels.
Nel giugno 2024, il gioco è stato rinominato Dragon Age: The Veilguard. BioWare ha spiegato che Solas rimane parte del gioco, tuttavia, il titolo aggiornato mostra più chiaramente il focus del gioco.

## Accoglienza

### Critica
| Testata                             | Versione | Giudizio |
| ----------------------------------- | -------- | -------- |
| Metacritic (media al 16 marzo 2025) | PC       | 76/100   |
| Metacritic (media al 16 marzo 2025) | PS5      | 82/100   |
| Metacritic (media al 16 marzo 2025) | XSX      | 85/100   |
| Everyeye.it (ITA)                   | PS5      | 7.5/10   |
| IGN                                 | PC       | 9/10     |
| Multiplayer.it (ITA)                | PS5      | 7.5/10   |
| PC Gamer                            | PC       | 79/100   |

Dragon Age: The Veilguard ha ricevuto recensioni "generalmente favorevoli" dalla critica secondo l'aggregatore di recensioni Metacritic. OpenCritic ha determinato che il 71% dei critici ha raccomandato il gioco.
Hayes Madsen di Rolling Stone ha definito Veilguard un "nuovo inizio per il franchise" definendo il gioco "praticamente un soft reset".
Leana Hafer, per IGN, ha similmente commentato che la "storia sembra sia un addio che un soft reboot, in un certo senso, il che è stato paradossalmente un po' rinfrescante e deludente allo stesso tempo".
Hafer ha anche notato che Veilguard sembra "un po' disconnesso" dai giochi precedenti, tuttavia, ha pensato che fosse "bello" che "l'Inquisitore finisca per essere un personaggio abbastanza importante".
Robin Valentine di PC Gamer ha invece pensato che l'Inquisitore sembrasse "un cameo glorificato" ed era deluso dal fatto che Veilguard "non si preoccupasse veramente" delle decisioni prese dai giocatori nei giochi precedenti.
Ash Parrish di The Verge ha evidenziato che mentre nei vari capitoli della serie Dragon Age i giocatori hanno fatto delle scelte con "conseguenze personali" per lo più irrilevanti, con Veilguard fosse "la prima volta che ho sentito che la mia scelta fosse importante per il mio personaggio, per il mondo che la circondava e per me come giocatore".
Al contrario, Madsen ha ritenuto che le "scelte del gioco non sembrano così importanti come nei capitoli precedenti" e che le "decisioni importanti" aventi un impatto sul corso della storia sono "poche e rare".
Madsen ha commentato che Veilguard ha molti "piccoli tocchi e dettagli" per mostrare l'iterazione di Rook da parte del giocatore all'interno della narrazione e che i compagni sono dove la "narrazione brilla davvero - ognuno è meravigliosamente scritto e ben integrato nella trama".
La recensione di Todd Harper per Polygon si è concentrata sui compagni, notando che questi personaggi sono "l'essenza di Dragon Age, anche più della trama fantasy di divinità malvagie e dell'imminente catastrofe mistica che guida la storia" e ha pensato che i compagni di Veilguard fossero "strani e idiosincratici nel migliore dei modi".
Hafer ha anche notato che i compagni sono "protagonisti della loro storia" e che collettivamente sono "composti da personalità complesse, memorabili, simpatiche e distinte provenienti da tutto il Thedas".
Tuttavia, Hafer è rimasto "deluso" dal fatto che in combattimento i compagni sembrassero "più come estensioni del tuo stesso personaggio" invece che come entità distinte.
Hafer ha espresso l'opinione che Veilguard abbia un ritmo "strano" e che la trama di fondo più ampia, al di là delle storie dei personaggi, "non è niente di particolarmente eccezionale nella sua struttura complessiva" con solo Solas come "la principale grinza" che la rende "interessante".
Secondo Madsen, Solas è "senza dubbio un secondo protagonista" con il gioco incentrato sulle "scelte che ha fatto, su come ha alterato il mondo e su come il vostro viaggio come Rook rispecchia tutto ciò".
Harper ha considerato gli aspetti "non narrativi" del gioco, come "l'esplorazione e il combattimento", come "funzionali".
Hafer ha ritenuto che i combattimenti contro i boss fossero il punto forte del combattimento del gioco e che Veilguard avesse "uno splendore visivo".
Il Fatto Quotidiano loda il livello di dettaglio di determinate aree di gioco, la colonna sonora di Hans Zimmer e lo definisce "godibile sotto ogni punto di vista". Per contro, considera il gameplay troppo semplificato e non eccella dal punto di vista narrativo.
Parrish ha affermato che "i compagni e gli ambienti sono accattivanti nel loro design" in questo gioco "a combustione lenta". Harper ha anche notato che il gioco è "graficamente stupendo". Stando a molti giocatori, le tematiche inclusive che caratterizzano Dragon Age: The Veilguard sarebbero state inserite troppo forzatamente incidendo negativamente sulla qualità del titolo. Thomas Mahler di Moon Studios lo ha definito "infantile" e "terribile".

### Vendite
EA ha riportato che al gennaio 2025 1,5 milioni di utenti hanno "interagito con il gioco", risultato che arriva al 50% di quanto inizialmente previsto dalla casa. Non è chiaro il numero di copie vendute, dato che nelle "interazioni" possono essere incluse le copie omaggio, demo gratuiti forniti con EA Play subscription o gli acquisti, più economici, compiuti tramite EA Play Pro.
Il titolo è stato un flop commerciale non avendo raggiunto gli obiettivi di vendita previsti da EA, portando ad una serie di licenziamenti da parte dell'azienda e alle dimissioni della director del gioco Corinne Busche.

### Riconoscimenti
- 2024 – Golden Joystick Awards[77]
  - Candidatura al gioco dell'anno
- 2024 – The Game Awards[78]
  - Candidatura nell'innovazione nell'accessibilità
- 2024 – Titanium Awards[79]
  - Candidatura alla miglior progettazione narrativa
- 2025 – D.I.C.E. Awards[80]
  - Candidatura al miglior gioco di ruolo dell'anno
- 2025 – Game Developers Choice Awards[81]
  - Menzione d'onore alla miglior tecnologia
  - Menzione d'onore nell'impatto sociale
- 2025 – British Academy Video Games Awards[82]
  - Candidatura alla miglior narrazione
- 2025 – GLAAD Media Awards[83][84]
  - Miglior videogioco